# 槍の歌
『槍の歌』（古ノルド語: Darraðarljóð）とは、『ニャールのサガ』(en) 第157章に収録されているスカルド詩である。この詩は11スタンザからなっている。『ヴァルキュリヤの歌』（古ノルド語: Valkyrjuljóð）、『ドッルズルの歌』（英語: Lay of Dörruðr）などと呼ばれることもある。

## 概要
12人のヴァルキュリヤ（北欧神話に登場する、戦死者の魂を天上の館ヴァルハラへと連れて行く戦乙女）が人間の頭をおもりに腸を糸に矢を筬（おさ）に剣を杼にしてオーディンの織物を、クロンタルフの戦い（Battle of Clontarf, 西暦1014年にダブリン郊外で行われた戦い）における戦死者を選びながら織るという内容で、『ニャールのサガ』ではスコットランドのケイスネスでドッルズが目撃した怪異として挿入されている。
12人のヴァルキュリヤのうち、6人の名前がこの詩中で与えられている。その6人とは、ヒルドル (Hildr), ヒョルスリムル (Hjörþrimul), サングリーズル (Sanngríðr), スヴィプル (Svipul), グズル (Guðr), ゴンドゥル (Göndul) である。
シェイクスピアの戯曲『マクベス』に登場する「3人の魔女」という構想は、この詩の影響を受けているとみられている。